# Guyuan (Ningxia Hui)
Guyuan (kinesisk: 固原市, pinyin: Gùyuán Shì) er et bypræfektur i den autonome region Ningxia Hui i Kina. Præfekturet har et areal på 13.458 km², og en befolkning på 	1.450.000 mennesker, med en tæthed på 
108 indb./km² (2007).

## Administrative enheder
Bypræfekturet Guyuan har jurisdiktion over et distrikt (区 qū) og 4 amter (县 xiàn). 
| Kort             | Kort     | Kort   | Kort          | Kort                   | Kort        | Kort      |
| ---------------- | -------- | ------ | ------------- | ---------------------- | ----------- | --------- |
| Kort over Guyuan |          |        |               |                        |             |           |
| #                | Navn     | Hanzi  | Pinyin        | Befolkning (2003 est.) | Areal (km²) | Indb./km² |
| Distrikter       |          |        |               |                        |             |           |
| 1                | Yuanzhou | 原州区 | Yuánzhōu Qū   | 490.000                | 1.965       | 99        |
| Amter            |          |        |               |                        |             |           |
| 2                | Xiji     | 西吉县 | Xījí Xiàn     | 460.000                | 3.985       | 115       |
| 3                | Longde   | 隆德县 | Lóngdé Xiàn   | 190.000                | 1.269       | 150       |
| 4                | Jingyuan | 泾源县 | Jīngyuán Xiàn | 120.000                | 961         | 125       |
| 5                | Pengyang | 彭阳县 | Péngyáng Xiàn | 250.000                | 3.241       | 77        |

## Etnisk sammensætning (2000)
| Folkegruppe | Antal   | Andel  |
| ----------- | ------- | ------ |
| Han         | 901.275 | 52,18% |
| Hui         | 823.288 | 47,66% |
| Dongxiang   | 1.910   | 0,11%  |
| Manchuer    | 350     | 0,02%  |
| Mongoler    | 257     | 0,01%  |
| Andre       | 281     | 0,02%  |

36°00′N 106°17′Ø / 36.000°N 106.283°Ø